# Corymica pryeri
Corymica pryeri là một loài bướm đêm trong họ Geometridae.